# Maria Göppert-Mayer
Maria Göppert-Mayer (Katowice, 28 juny de 1906 – San Diego, 20 de febrer de 1972), també Maria Goeppert-Mayer, fou una física nord-americana, d'origen alemany, guardonada amb el Premi Nobel de Física l'any 1963. Va ser la segona dona a obtenir aquest guardó, seixanta anys després de Marie Curie.

## Els primers anys
Va néixer el 28 de juny de 1906 a la població de Katowice, situada a l'actual Polònia, però que en aquells moments formava part de l'Imperi alemany. Era filla de Friedrich Göppert, metge i Maria Wolff, professora de música. La seva família es va traslladar a Göttingen l'any 1910 en ser designat el seu pare professor de pediatria a la universitat de la ciutat.
Göppert va estudiar a la Technische Höhere a Göttingen, una escola per a nenes de classe mitjana que aspiraven a l'educació superior. Al 1921 va entrar al Frauenstudium, una escola secundària privada dirigida per sufragistes que tenien com a objectiu preparar les nenes per a la universitat. Als 17 anys va fer l'Abitur, l'examen d'ingrés a la universitat, un any abans, amb tres o quatre noies de la seva escola i trenta nois. Totes les noies van passar, però només un dels nois ho van fer.
A la primavera de 1924, Göppert va entrar a la Universitat de Göttingen, on va estudiar matemàtiques. Per aquella època la manca de professores de matemàtiques per a les escoles per a nenes va donar lloc a un augment de dones estudiant matemàtiques en un moment d'alt atur, i fins i tot hi havia una catedràtica de matemàtiques a Göttingen, Emmy Noether, però la majoria només estaven interessades en obtenir la titulació com a docents. A la universitat coincideix amb famosos físics i matemàtics com Max Born, David Hilbert, James Franck, Enrico Fermi, Linus Pauling i Robert Oppenheimer, entre d'altres.
Per la seva banda, Göppert es va interessar en la física, i va optar per realitzar un doctorat. En la seva tesi doctoral de 1930 va elaborar la teoria de la possible absorció de dos fotons per àtoms. Eugene Wigner més tard va descriure la tesi com "una obra mestra de claredat i concreció". En aquell moment, les possibilitats de verificar experimentalment la seva tesi semblava remota, però el desenvolupament del làser va permetre dur a terme el 1961 la primera verificació experimental, quan es va detectar la fluorescència de dos fotons excitats en un cristall dopat amb europi. En honor de la seva contribució fonamental a aquesta àrea, la unitat per a la secció eficaç d'absorció de dos fotons s'anomena la unitat Göppert-Mayer (GM). Un GM és 10-50 cm4·s·fotó-1. Els seus examinadors van ser tres futurs premis Nobel: Max Born, James Franck i Adolf Otto Reinhold Windaus.
El 19 de gener de 1930, Goeppert es va casar amb Joseph Edward Mayer, un col·lega nord-americà que era un dels ajudants de James Franck. La parella es va traslladar a país d'origen de Mayer, els Estats Units, on li havien ofert un lloc com a professor associat de química a la Universitat Johns Hopkins. Van tenir dos fills, Maria Ann, nascuda el 1933 i Peter Conrad, nascut el 1938.

## Estada als Estats Units
Les regles estrictes contra el nepotisme van impedir que la Universitat Johns Hopkins oferís un lloc a Maria Göppert com a membre de del professorat, però se li va donar un treball com assistent al Departament de Física on s'ocupava de la correspondència amb Alemanya. Amb un sou molt petit tenia un lloc per treballar i l'accés a les instal·lacions. Va ensenyar en alguns cursos, i al 1935 va publicar un important article sobre la doble desintegració beta.
A la Johns Hopkins hi havia poc interès en la mecànica quàntica, però Göppert Mayer va treballar amb Karl Herzfeld, col·laborant en molts articles. Als estius de 1931, 1932 i 1933 va tornar a Göttingen a per treballar amb el seu antic examinador Max Born, escrivint un article amb ell per al Handbuch der Physik. Això va acabar quan el NSDAP va arribar al poder el 1933, i molts acadèmics, incloent Born i Franck, van perdre els seus llocs de treball. Goeppert Mayer i Herzfeld es va involucrar en els esforços d'ajuda als refugiats.
Joe Mayer va ser acomiadat el 1937. Això ho va atribuir a l'odi cap a les dones per part del degà de Ciències Físiques, que ell pensava que era provocat per la presència de Göppert Mayer al laboratori. Herzfeld hi va estar d'acord i va afegir que, amb Göppert Mayer, Franck i Herzfeld, tots a la Johns Hopkins, alguns pensaven que hi havia massa científics alemanys. També hi va haver queixes d'alguns estudiants de les classes de química de Mayer perquè contenia massa física moderna. Mayer va obtenir una posició a la Universitat de Colúmbia, i el director del Departament de Física, George B. Pegram, ho va arreglar per oferir un despatx a Goeppert Mayer, però sense salari. Aviat es va fer molt amiga de Harold Urey i Enrico Fermi, que va arribar a Columbia el 1939. Fermi li va demanar que investigués la capa de valència dels elements transurànics no descoberts. Usant el model de Thomas-Fermi, va predir que formaven una nova sèrie similar als elements de terres rares, predicció que va resultar ser correcta.

## Projecte Manhattan
L'any 1941 publica juntament amb el seu marit el llibre Statistical Mechanics però degut a la misogínia del moment la universitat es nega a que aparegui el seu nom com a coautora. El desembre d'aquell mateix any, Maria Göppert va accedir al seu primer lloc professional remunerat per l'ensenyament de ciència a temps parcial al Sarah Lawrence College. A la primavera de 1942, amb els Estats Units embolicats en la Segona Guerra Mundial, es va unir al Projecte Manhattan gràcies a una col·laboració amb Enrico Fermi. Va acceptar un lloc de recerca a temps parcial d'Urey amb el Laboratori de Aliatges de Materials de la Universitat de Colúmbia. L'objectiu d'aquest projecte era trobar un mitjà per separar l'isòtop fissionable d'urani 235 de l'urani natural; va investigar les propietats químiques i termodinàmiques d'hexafluorur d'urani i la possibilitat de la separació d'isòtops per reaccions fotoquímiques. Aquest mètode va demostrar ser poc pràctic en aquell moment, però més tard el desenvolupament dels làsers va obrir la possibilitat de separació d'isòtops per excitació làser.
A través del seu amic Edward Teller, Maria Göppert Mayer va accedir a una posició a Columbia en el Projecte d'Opacitat, que va investigar les propietats de la matèria i la radiació a temperatures extremadament altes, amb la vista posada en el desenvolupament de la “Super bomba” de Teller, el programa en època de guerra per al desenvolupament de les armes termonuclears. Al febrer de 1945, Joe Mayer va ser enviat a la Guerra del Pacífic, i Göppert Mayer va decidir deixar els seus fills a Nova York i unir-se al grup de Teller al Laboratori de Los Alamos. Joe va tornar del Pacífic abans del que s'esperava, i van tornar junts a Nova York el juliol de 1945.
Al febrer de 1946, Joe es va convertir en professor del Departament de Química del nou Institut d'Estudis Nuclears de la Universitat de Chicago, i Göppert Mayer va poder esdevenir professora associada voluntària de Física. Quan Teller també va acceptar un lloc de treball allà, Göppert va poder continuar treballant amb ell en Projecte d'Opacitat. Quan es va fundar el Laboratori Nacional Argonne a l'1 de juliol de 1946, a Göppert Mayer també se li va oferir un treball a temps parcial com a física d'alt nivell en la Divisió de Física Teòrica. A aquest oferiment ella va respondre: "No sé res sobre la física nuclear". Va programar l'ENIAC de l'Aberdeen Proving Ground per resoldre mitjançant el mètode de Montecarlo problemes de criticitat per a un metall líquid del reactor que es refreda.

## Model de capes nuclear

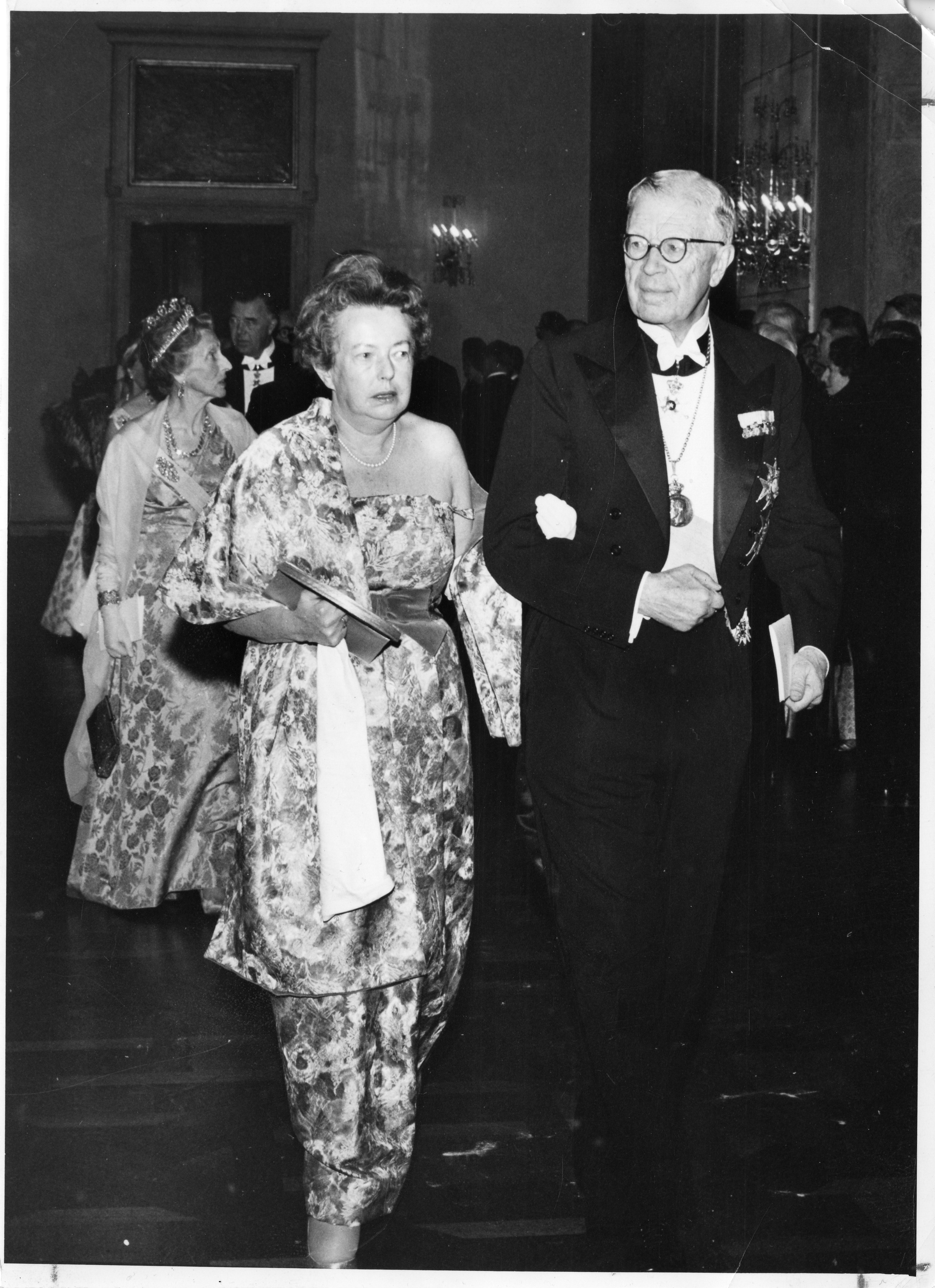
Maria Goeppert-Mayer amb pel rei Gustau Adolf de Suècia, a la cerimònia de lliurament dels Premis Nobel de 1963.

Durant la seva estada a Chicago i l'Argonne a la fi de 1940, Göppert Mayer va desenvolupar un model matemàtic per a l'estructura de les capes nuclears, que es va publicar el 1950. El seu model va explicar per què certs nombres de nucleons en un nucli atòmic donaven lloc a configuracions particularment estables. Aquests nombres són el que Eugene Wigner va anomenar nombres màgics: 2, 8, 20, 28, 50, 82 i 126. Enrico Fermi, amb una visió crítica, li va preguntar: "Hi ha alguna indicació d'acoblament espí-òrbita". Maria Göppert-Mayer es va adonar que aquest era el cas, i va postular que el nucli és una sèrie de capes completes i les parelles de neutrons i protons tendeixen a acoblar-se junts. Va descriure la idea de la següent manera:
| « | Penseu en una habitació plena de balladors de vals. Suposem que van voltant per l'habitació en cercles, cada cercle tancat dins d'un altre. Llavors es pot imaginar que en cada cercle, es pot incorporar el doble dels ballarins tenint una parella anant en el sentit de les agulles del rellotge i una altra en sentit oposat. A continuació, afegim una altra variable: tots els ballarins estan girant i fent voltes com baldufes quan envolten la sala, cada parella està girant i donant voltes al mateix temps. No obstant això, només alguns dels que van en sentit antihorari estan girant en sentit antihorari. Els altres estan girant en sentit horari mentre que volten en sentit oposat. El mateix es pot dir dels que estan ballant en el sentit de les agulles del rellotge: alguns giren cap a la dreta, mentre d'altres giren en sentit contrari. | » |

Tres científics alemanys, Otto Haxel, J. Hans D. Jensen, i Hans Suess, també estaven treballant en resoldre el mateix problema, i van arribar a la mateixa conclusió de forma independent. Els seus resultats es van donar a conèixer en l'edició de la revista Physical Review abans de l'anunci de Göppert-Mayer al juny de 1949. Posteriorment, va col·laborar amb ells. Hans Jensen va ser coautor d'un llibre amb Goeppert Mayer el 1950 titulat Elementary Theory of Nuclear Shell Structure. El 5 de novembre de 1963, Maria Göppert-Mayer, J. H. D. Jensen i Eugene Wigner van compartir el Premi Nobel de Física "pels seus descobriments sobre l'estructura de capes nuclear." Maria Göppert-Mayer va ser la segona dona en rebre un Premi Nobel de Física, després de Marie Curie.

## Mort i llegat

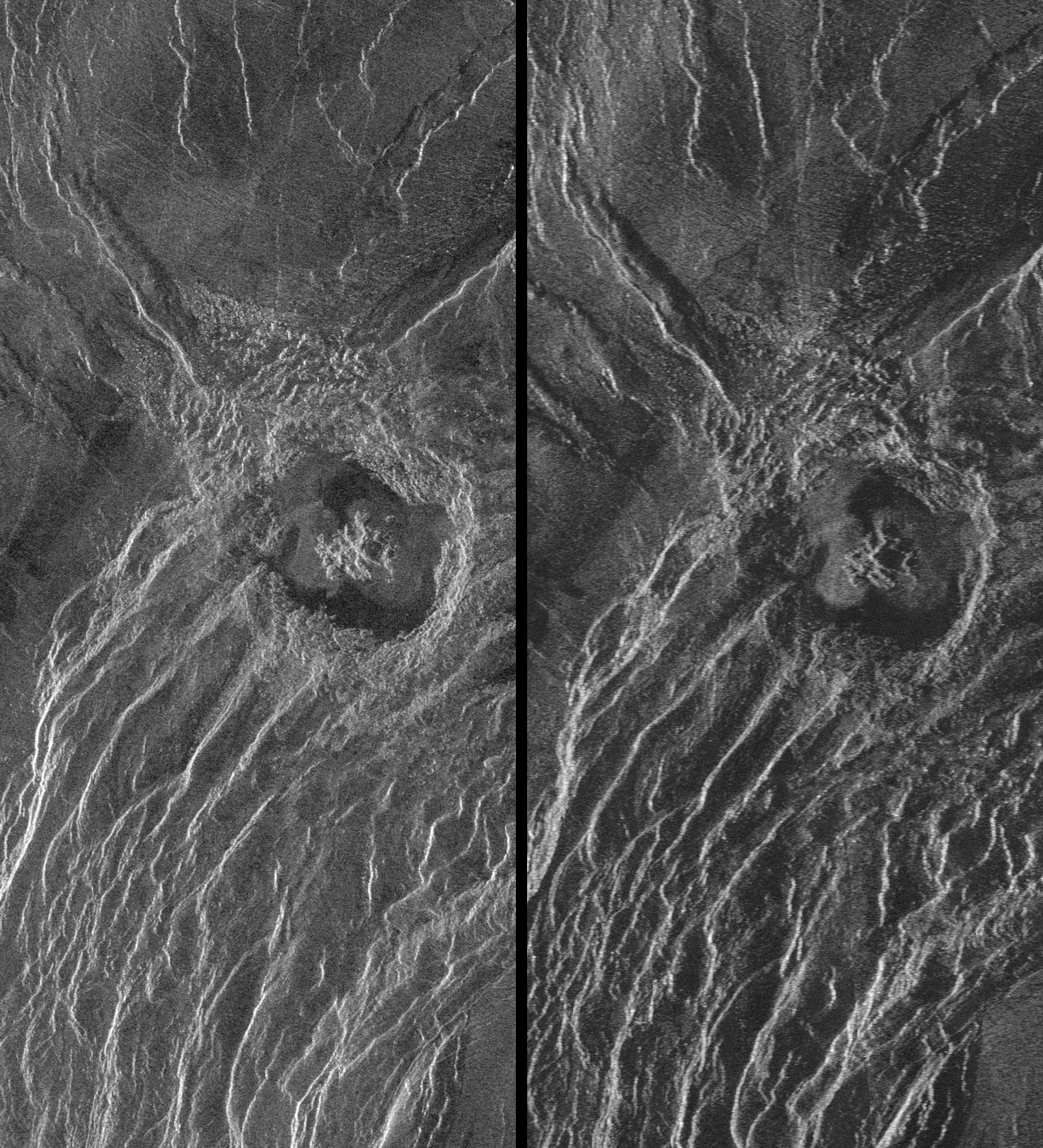
Crater Goeppert-Mayer PIA00269

Al 1960, Maria Göppert.Mayer va ser nomenada catedràtica de física a la Universitat de Califòrnia a San Diego. Tot i que va patir d'un vessament cerebral poc després d'arribar-hi, va continuar ensenyant i realitzant investigacions uns quants anys. El 1965 va ser escollida membre de l'Acadèmia Americana de les Arts i les Ciències.
Maria Göppert-Mayer va morir d'un atac de cor el 20 de febrer de 1972 a San Diego, Califòrnia. Va ser enterrada a El Camino Memorial Park a San Diego.
Després de la seva mort, l'American Physical Society va crear el Premi Maria Goeppert Mayer en honor de les físiques joves en el començament de les seves carreres. Obert a totes les físiques amb Ph.D.s, la guanyadora rep els diners i l'oportunitat de donar conferències convidades sobre la seva recerca en quatre grans institucions. Dos de les seves antigues universitats també van decidir honrar-la: El Laboratori Nacional d'Argonne convoca cada any un premi per a joves científics excel·lents i enginyers, mentre que la Universitat de Califòrnia a San Diego acull un simposi anual Maria Goeppert Mayer, en el que diverses investigadores comparteixen espai per parlar de la ciència actual. A Venus un crater amb un diàmetre d'uns 35 km, també porta el nom de Goeppert-Mayer. Al 2011, va ser inclosa en la tercera emissió de la col·lecció als segells de correus dels Estats Units dedicada als científics americans, juntament amb Melvin Calvin, Asa Gray, i Severo Ochoa. Els seus documents són a la Biblioteca Geisel a la Universitat de Califòrnia, San Diego, i el departament de física de la universitat està allotjat al Mayer Hall, que porta aquest nom en honor d'ella i el seu marit.